# Luka Grubor
Luka Grubor (Zagreb, 27. prosinca 1973.) umirovljeni je hrvatski veslač iz Zagreba. Bio je član britanskog osmerca s kormilarom osvojio je zlatno odličje na Olimpijskim igrama 2000. u australskom Sydneyu i zlatno odličje na Svjetskom prvenstvu 2002. u španjolskoj Sevilli.

## Životopis
Rodio se u Zagrebu 27. prosinca 1973., gdje je pohađao osnovnu i srednju školu. Usporedno s obrazovanjem, od osnovnoškolske dobi veslao je na jezeru Jarun. Kao osvajač nekoliko državnih prvenstava u veslanju, 1991. godine, malo prije Raspada Jugoslavije, primljen u Jugoslavensku juniorsku reprezentaciju, za koju je jedini nastup ostvario na Svjetskom juniorskom prvenstvu 1991. u katalonskom gradu Banyolesu.
Ubrzo nakon početka Domovinskog rata prekida sve veze s tzv. Jugoslavenskim veslačkim savezom i postaje istaknuti član Hrvatskog veslačkog saveza. U razdoblju između 1993. i 1995. nastupao je Hrvatsku veslačku reprezentaciju na svjetskim i europskim veslačkim smotrama, poput Svjetskog prvenstva 1994. u američkom Indianapolisu, gdje u momčadskim natjecanjima (četverac, osmerac) nije uspio osvojiti odličje.
1995. godine odlazi studirati na Oxfordsko sveučilište te se priključuje sveučilišnoj ekipi. Bio je član prve postave na utrci dvaju sveučilišta 1997., kada je Oxfordsko sveučilište izgubilo od Cambridgea. Kasnije je za sveučilište nastupio na još nekoliko revijalnih utrka.
Iste godine priključuje se veslačkoj reprezentaciji Ujedinjenog Kraljevstva, za koju je nastupio na svjetskim prvenstvima 1998., 1999., 2001. i 2002. Na prva tri prvenstva nije se uspio plasirati u završnice dvojca i četverca, dok je 2002. s četvercem s kormilarom osvojio zlatno odličje i postao svjetski prvak. Najveći uspjeh prije odličja bilo je peto mjesto u završnici osmerca na prvenstvu 2001., kada je hrvatska posada osvojila srebrno odličje. Trenutno je zapošlen kao trener u veslačkom klubu "HVK Gusar" u Splitu.